# Дунайська міжкозацька війна
Дунайська міжкозацька війна — військовий конфлікт між запорозькими козаками Задунайської Січі (українцями) і козаками-некрасівцями (росіянами), який відбувся на землях Подунав'я.

## Відомості
Після зруйнування російськими військами Запорізької Січі частина запорізьких козаків пішла на територію Подунав'я що тоді входило в склад Османської Імперії. Запорозьким козакам вдалося наладити добрі відносини з владою Османської імперії, яка надала їм офіційне право користуватися даною територією. Але запорожці отримали несподіваних недругів у вигляді російських козаків-некрасівців що пересилилися сюди кілька десятків років раніше. Спочатку наладити відносини не вдалося, бо некрасівці бачили в запорожцях конкурентів на контроль за землі біля Дінця. Некрасівці не визнавали запорожців за своїх, називаючи «хохлами», у некрасівців було залізне правило не воювати з росіянами ким вони не були, це правило навіть розповсюджувалося на царські війська Російської імперії. Але на запорожців це їхнє правило вони не розповсюджували так як вже було сказано вони не вважали запорожців своїми. В свою чергу запорожці були готові воювати з росіянами ким вони не були. Взаємна неприязнь переросла в сутички, а згодом і у війну.
1778 року некрасівські козаки, дізнавшись, що на Січі зостався лише невеличкий гарнізон — усі інші пішли на риболовлю — напали на січ всіма силами. Відбувся бій, під час якого росіяни ще раз, тепер вже на Дунаї, пограбували і спалили Січ. Запорожці повернувшись з риболовлі люто помстилися некрасівцям, запорожці нападали на їхні поселення і знищували там некрасівців. Запорожці не знали жалю до росіян (хоч і козаків) що другий раз за 3 роки знищили Січ, помста була кривавою. Надалі сутички між запорожцями і некрасівцями тривали рік за роком, то затихаючи то відновлюючись.
Турецька адміністрація намагалася уладнати конфлікт, про те турки не втручалися в конфлікт. Так аж поки в 1811 році терпець запорожців урвався і отаман Самійло Калниболоцький, зібравши основні сили запорожців пішов у вирішальний наступ на землі що контролювалися некрасівцями, з боями запорожці захопили велику частину земель некрасівців. Потім запорожці пішли в наступ на «столицю» некрасівців велике поселення Дунавець яке було оточене шанцями (окопами), там відбувся запеклий бій через відчайдушний опір запорожцям не вдалося його захопити. Потім конфлікт переріс у локальні сутички. В 1814 році запорожці вирішили остаточно покінчити з некрасівцями. Запорожці пішли в новий вирішальний наступ на Дунавець і в цей раз некрасівцям не вдалося його втримати, вони були остаточно переможені і рятувалися втечею далеко на південь, аж у болгарські землі.